# FK Budućnost Podgorica
FK Budućnost Podgorica (cyrilicí Фудбалски клуб Будућност Подгорица) je černohorský fotbalový klub z Podgoricy. Týmové barvy jsou modrá a bílá. Za éry SFR Jugoslávie se klub jmenoval Budućnost Titograd.

## Historie
FK Budućnost byl založen v roce 1925 a v roce 1946 začal hrát v Prve lize v tehdejší Jugoslávii.
Největšími úspěchy klubu jsou účasti ve finále jugoslávského poháru – roku 1965, kdy Budućnost prohrála s Dinamem Záhřeb 1:2, a 1977, kdy podlehla HNK Hajduk Split 0:2. Mezi další úspěchy patří účast týmu v Intertoto cupu. V roce 1981 tým vyhrál první místo ve skupině. V roce 2005 porazila Budućnost doma španělský tým Deportivo de La Coruña 2:1.
Juniorský tým opakovaně vyhrával jugoslávský fotbalový pohár. V roce 1975 byl týmu udělen Řád bratrstva a jednoty od Josipa Broze Tita.
Za klub hrály nebo hrají osobnosti, jako je Dejan Savićević, Predrag Mijatović, Dragan Vujović, Dragoljub Brnović a Branko Brnović, Dragoje Leković, Zeljko Petrović, Lazar Radović, Nika Nikola, Radović Jovanović, Refik Sabanadzović, Duško Radinović ad.
Největšími úspěchy týmu v éře samostatné Černé Hory jsou ligové tituly v sezónách 2007/08 (pod vedením Branka Babiće) a 2011/12.

## Domácí trofeje
- Prva crnogorska fudbalska liga – 7× vítěz (2007/08, 2011/12, 2016/17, 2019/20, 2020/21, 2022/23, 2024/25)[2]
- Crnogorski fudbalski kup – 5× vítěz (2012/13, 2018/19, 2020/21, 2021/22, 2023/24)[3]